# Éclair

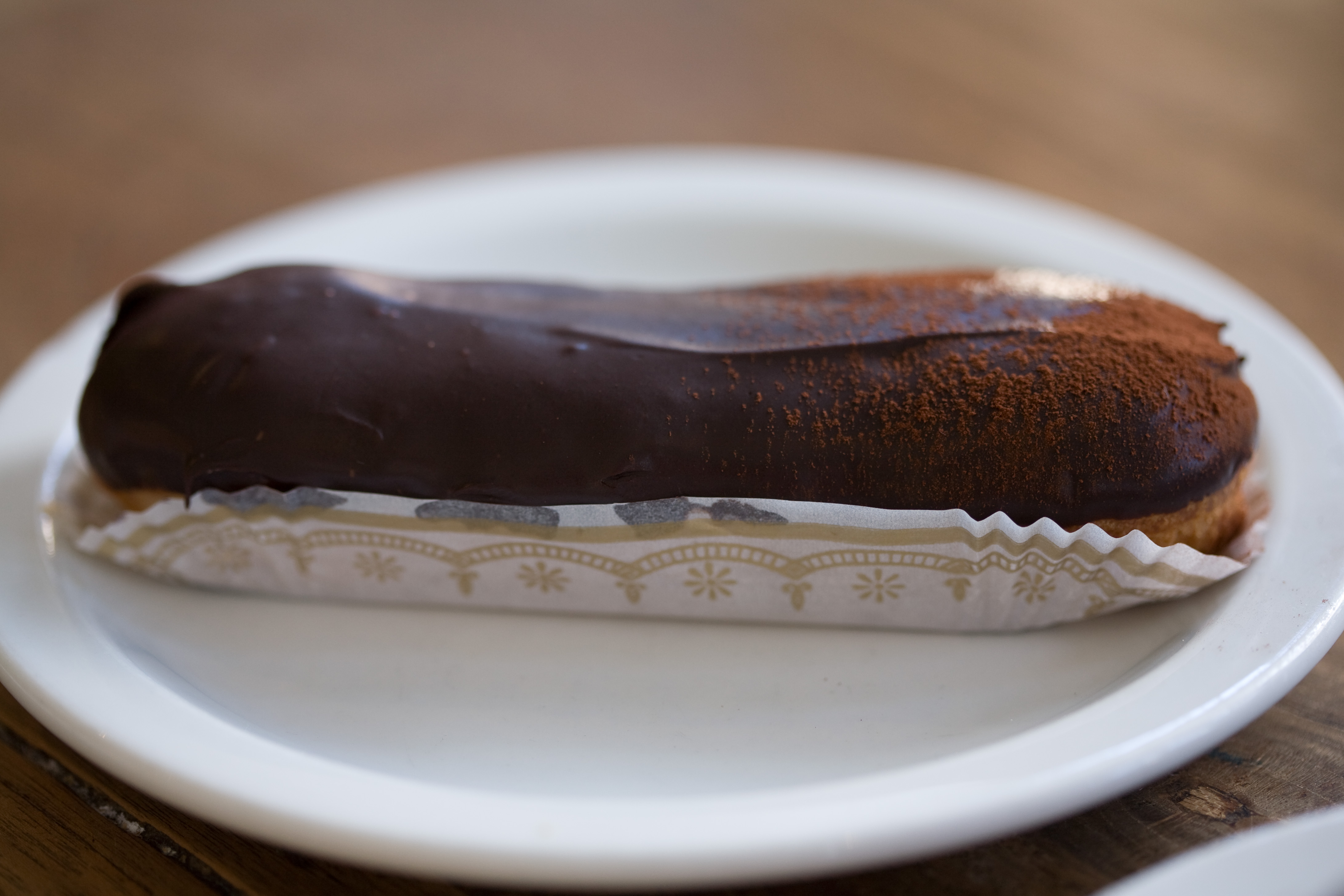
éclair truyền thống

Éclair là một loại bánh ngọt có hình thuôn dài làm từ bột nhào choux (bột nhào làm bánh su kem) có nhân kem và phủ các loại kem hoặc đường đông bên trên. Phần bột nhào làm Éclair,giống với bột nhào làm bánh su kem phồng có nhân, được bơm vào những ống đặc trưng tạo hình thuôn dài bằng một túi bắt bánh và nướng cho tới khi giòn và xốp bên trong. Khi đã nguội, bánh được bơm nhân kem trứng hương vani, cà phê hoặc chocolate (gọi là crème pâtissière) hoặc kem đánh hoặc kem Chiboust; và được phủ một lớp đường hoặc kem đông mềm. Các loại nhân khác như pistachio- hay kem trứng hương rượu rum, nhân trái cây hay bơ hạt dẻ cũng thường xuyên được sử dụng. Lớp phủ ngọt đôi khi có thể là caramel, trong trường hợp này bánh sẽ được gọi là bấton de Jacob. Tại Mỹ, ngày 22 tháng 6 là ngày toàn quốc Eclair hương socôla.

## Tên gọi
Tên gọi éclair bắt nguồn từ tiếng Pháp nghĩa là 'tia chớp' vì bánh này thường được ăn rất nhanh.

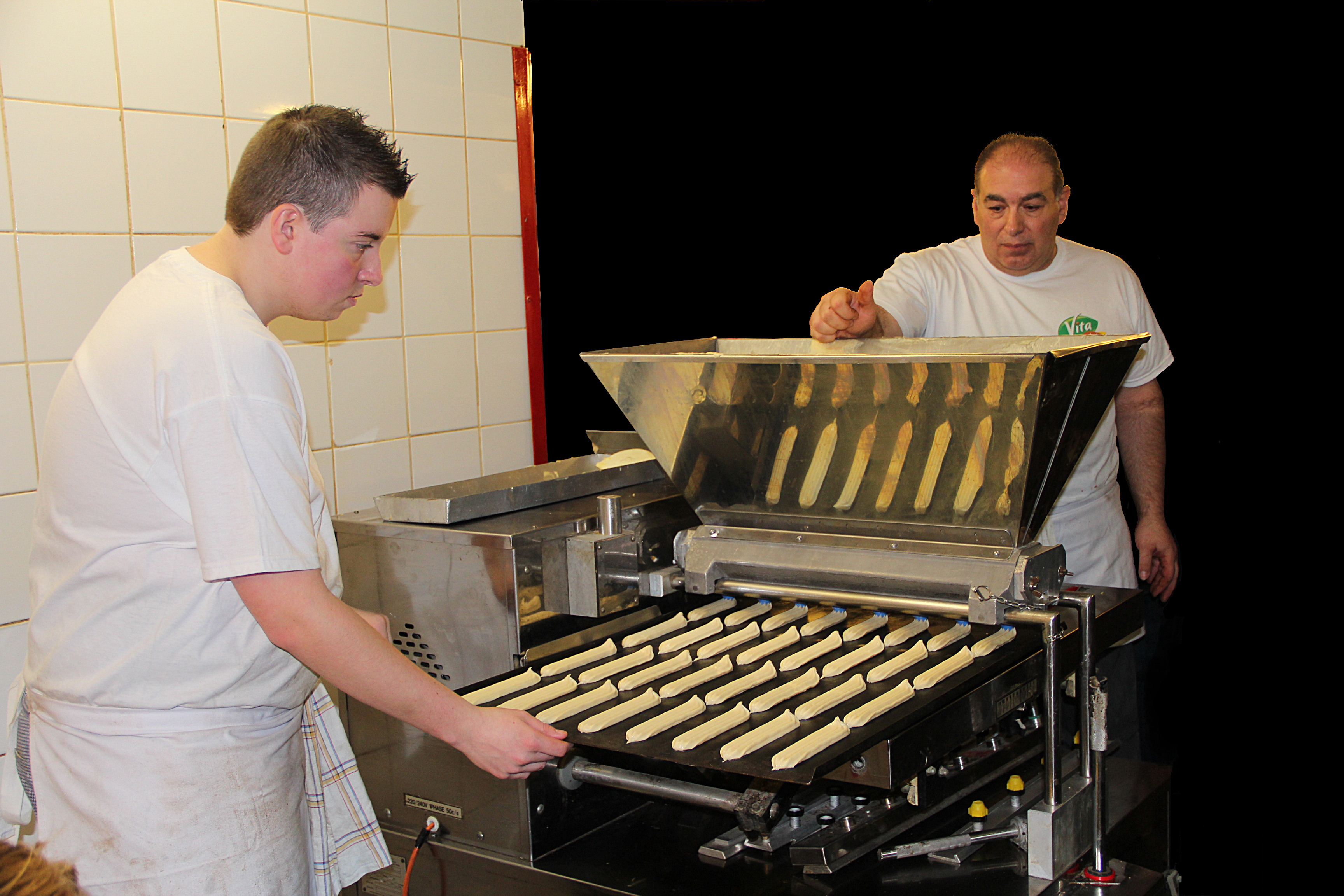
Máy làm éclairs

## Lịch sử
Bánh éclair ra đời từ thế kỷ 19 tại Pháp và được gọi là "pain à la duchesse" (bánh mì nữ công tước) hay "nữ công tước bé nhỏ" cho tới năm 1850. 
Bánh éclair là loại bánh nổi tiếng trên toàn thế giới. Tên bánh lần đầu được chứng nhận trong cả tiếng Pháp và tiếng Anh trong những năm 1860. Nhiều sử gia ẩm thực nghiên cứu cho biết éclairs được làm lần đầu bởi Antonin Carême (1784–1833), một đầu bếp Pháp nổi tiếng.Công thức làm bánh éclair tiếng Anh đầu tiên được biết xuất hiện trong cuốn "the Boston Cooking School Cook Book" viết bởi bà D.A. Lincoln, xuất bản năm 1884.

## Ngoài nước Pháp
Nhiều vùng ở Mỹ, bánh Long Johns được quảng bá với tên éclairs, dù hai thứ này không giống nhau. Bánh Long John dùng bột nhào loại làm bánh donut và có nhân pudding hương vani hay kem trứng, khiến bánh dễ làm và rẻ hơn bánh éclair.
Tại Nhật Bản,éclair có nhân kem trà xanh matcha hoặc đậu đỏ ăn vô cùng bùi, hoặc có thể là xoài,cam, khoai môn, việt quất,...